# Pilar Mateos Martín
Pilar Mateos Martín (Valladolid, 1942) és una escriptora espanyola de literatura infantil.
Els seus relats usen un vocabulari senzill per a parlar sobre personatges aïllats, marginats o trists i barregen la realitat i la imaginació dins obres on la fantasia i els somnis poden crear noves realitats.

## Premis
- Jeruso quiere ser gente, 1980, premi El Barco de Vapor
- Historias de Ninguno, 1981, premi El Barco de Vapor
- Capitanes de plástico, 1982, premi Lazarillo
- Gata García, 1997, premi Edebé
- El fantasma en calcetines, 1999, premi Ala Delta